# Hedyotis neolessertiana
Hedyotis neolessertiana är en måreväxtart som beskrevs av Colin Ernest Ridsdale. Hedyotis neolessertiana ingår i släktet Hedyotis och familjen måreväxter. Inga underarter finns listade i Catalogue of Life.